# Čeněk z Lipé
Čeněk z Lipé (1300? – 1363) byl český šlechtic a moravský zemský hejtman, který pocházel z rodu pánů z Lipé.

## Životopis

Erb pánů z Lipé

Jeho otcem byl český šlechtic Jindřich z Lipé. První písemná zmínka o Čeňkovi pochází z roku 1316 v souvislosti s jednáním o propuštění jeho otce z týřovského vězení. Jeho jméno se uvádí v písemných pramenech velmi často, protože Čeněk se zabýval častými směnami majetků, a to nejen s rodinnými příslušníky, ale i s ostatními šlechtici. Tato situace souvisela i s rozdrobením majetku této větve pánů z Lipé, která v roce 1319 přesídlila ze Žitavska na Moravu, kde získala od krále na různých místech statky jako náhradu za původní majetek v Žitavě. Čeněk se patrně pokoušel zboží, které zdědil se svými sourozenci po otci, jednak spravedlivě rozdělit a jednak vytvořit ucelené panství. Vlastnil mimo jiné tyto statky: Čejkovice, Moravský Krumlov, Holštejn, Pirkštejn, Kolštejn a mnoho dalších.
Čeněk z Lipé měl několik sourozenců: Jindřicha, Jana, Pertolda, Kateřinu, Kláru a Markétu. Všichni se pohybovali ve vysoké politice a dosáhli významných funkcí. I Čeněk roku 1339 dosáhl významného postavení, když se stal moravským zemským hejtmanem. Nicméně byl to zřejmě právě Čeněk, který přišel o velkou část majetku, což způsobilo pokles rodové prestiže. Zemřel roku 1363. Jeho jediný syn Jindřich zemřel v tomtéž roce.

## Možná záměna
Nutno připomenout, že Čeňků z Lipé bylo v historii několik. Chenko de Lipa (dnes překládaný jako Čeněk z Lípy) je citován v listině dokazující existenci města (dnes Česká Lípa) či hradu Lipý již v roce 1277.